# 17879 Robutel
17879 Robutel è un asteroide della fascia principale. Scoperto nel 1999, presenta un'orbita caratterizzata da un semiasse maggiore pari a 2,2835961 UA e da un'eccentricità di 0,1116873, inclinata di 4,72762° rispetto all'eclittica.